# Wu-school
De Wu-school of Wumen-school (Chinees: 吴门画派; pinyin: Wú mén huà pài) was een stroming in de Chinese schilderkunst en kalligrafie tijdens de Ming-periode, gecentreerd in het welvarende Suzhou. De stad werd in 504 v.Chr. opgericht door koning Helü van het koninkrijk Wu. Aan dit koninkrijk ontleent de school haar naam. De Wu-school kwam voort uit de Zuidelijke School en werd de meest dominante schilderstijl in de Ming-periode. Veel kunsthistorici noemen het de tegenpool van de Zhe-school.
Suzhou ligt op een vlak stuk land tussen de Jangtsekiang en het Taimeer in de provincie Jiangsu. In de Ming-periode was het gebied bezaaid met tempels en luxe woningen met grote ommuurde tuinen. Literati uit de regio kwamen hier in kleine gezelschappen bij elkaar en discussieerden over elkaars schilderwerken, kalligrafieën en gedichten. Gaandeweg groeide Suzhou uit tot het centrum van de Chinese schilderkunst.

## Kenmerken
Tot de Wu-school kunnen zowel beroepsschilders als onafhankelijke literati worden gerekend. De beroepsschilders maakten gepolijst werk op populaire thema's, terwijl de literati vooral voor zichzelf en bevriende kunstenaars werkten. Doorgaans wordt de Wu-school vooral geassocieerd met de artistieke stijl van de literati.
De literati van Suzhou stelden een contemplatieve levenswijze, liefde voor de natuur en zelfexpressie centraal in hun schilderkunst. Karakteristiek voor een schilderwerk uit de Wu-school zijn de informatieve inscripties, die gegevens bevatten als de datum, een beschrijving, de gebruikte methodes en de achtergrond van het werk. Deze werden vaak voorzien van een gedicht, zodat de 'drie perfecties' in één werk werden gecombineerd: schilderkunst, poëzie en kalligrafie.

## Geschiedenis

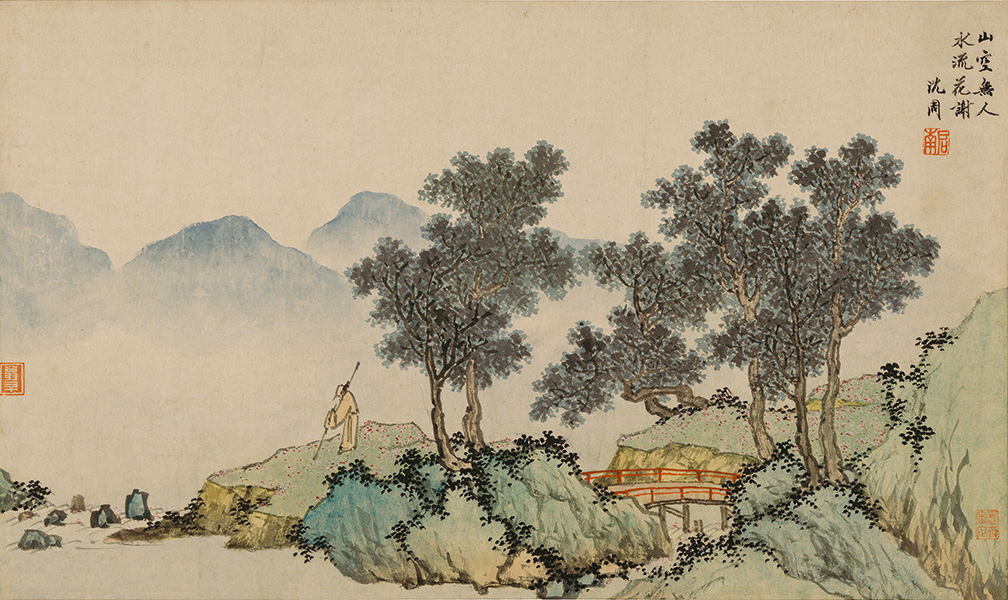
Dichterlijk gevoel bij gevallen bloemen door Shen Zhou

Aan het begin van de 15e eeuw brachten veel literati uit Suzhou het grootste deel van hun tijd door aan het keizerlijk hof in Peking. Xia Chang (1388–1470) en Wu Kuan (1435–1504) behaalden de hoogste graad – de jinshi (進士) – in het Chinees examenstelsel en werden hoge regeringsfunctionarissen, zodat zij zelden tijd in hun thuisstad doorbrachten.
De levensstijlen van Liu Jue (1410–1472) en Shen Zhou (1427–1509) vormden hiermee een schril contrast. Liu diende slechts acht jaar aan het hof en Shen was vermogend genoeg om onafhankelijk te leven. Beide kunstenaars brachten hun leven grotendeels door in Jiangsu. Zij hielden zich bezig met kunst en wetenschap, bezochten bevriende kunstenaars en maakten trektochten door de omgeving. Gaandeweg vond deze levensstijl navolging bij veel andere literati in Suzhou.
Shen wordt beschouwd als de geestelijke vader van de Wu-school. In een periode dat de hofschilders nauwgezet voortborduurden op de tradities uit de Song-periode specialiseerde Shen zich in shan shui-landschappen in de stijl van de Yuan-meesters en bloemschilderingen in de precieze gongbi-techniek. Ook andere kunstenaars van de Wu-school bepaalden zelf hoe zij hun artistieke vaardigheden ontplooiden, onder andere in de dichtkunst, schilderkunst, kalligrafie en tuinarchitectuur.

### De Vier Meesters

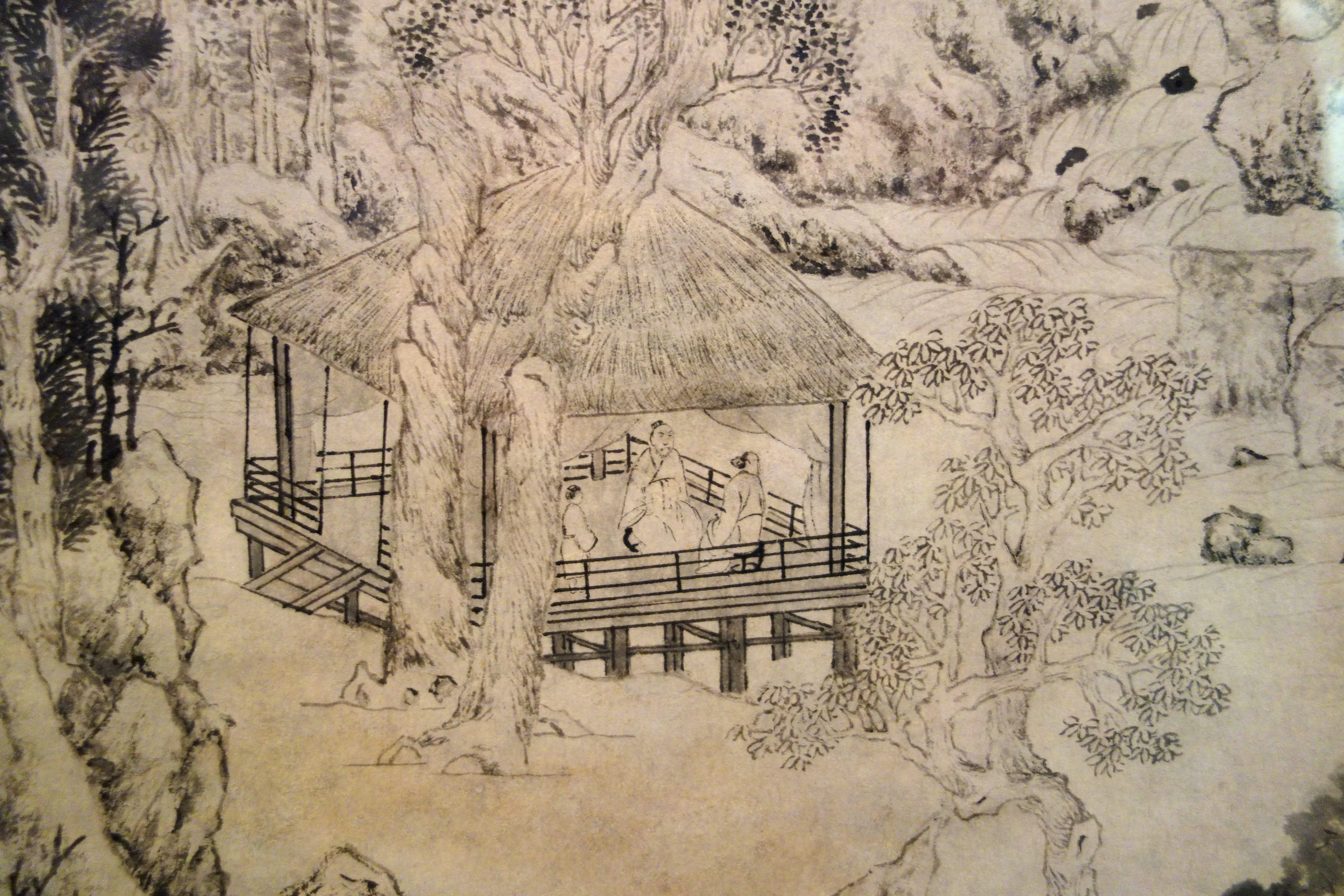
Detail van een landschap door Wen Zhengming (1538)

In de eerste helft van de 16e eeuw had de Wu-school haar artistieke hoogtepunt. In deze periode was schilder, kalligraaf en tuinarchitect Wen Zhengming (1470–1559) de prominentste vertegenwoordiger van de Wu-school. Hij was een oud-leerling van Shen en werd in 1523 toegelaten tot de keizerlijke Hanlin-academie. Drie jaar later verliet hij de academie om zich onafhankelijk te kunnen ontwikkelen. Wen had een voorliefde voor de blauwgroene landschapsstijl in de Tang-traditie, maar was ook bedreven in vogel- en bloemschilderingen en bamboeschilderingen. Hij zag kunst en de natuur als onafscheidelijke zaken en veel van zijn werken waren door de natuur geïnspireerd.
Twee andere belangrijke kunstenaars in de Wu-school waren Tang Yin (1470–1524) en Qiu Ying (ca. 1494–1552). Samen met Shen en Wen vormden zij de 'Vier Meesters van de Ming-dynastie'. Alle vier waren bevriend met elkaar en vertrouwd met elkaars werk. Ze hadden echter verschillende achtergronden en elk een eigen schilderstijl. Tang kwam uit een rijke familie, maar nadat hij beide ouders had verloren werd hij in bescherming genomen door de vader van Wen. Deze wist Tang toegang te verschaffen aan het keizerlijk hof. Tang was in de schilderkunst onderwezen door Shen en Zhou Chen (1460–1535) en maakte zich bijna alle stijlen van de traditionele schilderkunst eigen. Ook Qiu was een leerling van Zhou. Hij was echter de enige van de vier meesters die niet onderlegd was in kalligrafie en de dichtkunst.
De hechte relaties tussen de leraar en zijn student waren een typisch kenmerk van de Wu-school. Met name Wen had een groot aantal leerlingen, die later hun eigen stijl ontwikkelden. Bekende voorbeelden hierin waren de kalligrafen Wang Chong (1494–1533) en Chen Chun (1483–1544).

### Na de dood van Wen Zhengming
In 1559 stierf Wen Zhengming op 89-jarige leeftijd. Veel van zijn leerlingen waren reeds overleden, waaronder ook Wang Chong en Chen Chun. Tot ver in de Ming-periode werkten Suzhou's kunstenaars in de stijl die Wen had ontwikkeld. Onder hen bevonden zich Qian Gu (1508–na 1574) en twee zonen van Wen: Wen Peng (1498–1573) en Wen Jia (1501–1583). De invloed van Wen Zhengming strekte zich uit tot de generatie van zijn achterkleinzoon. De kalligraaf Wen Zhenmeng (1574–1636) en zijn tijdgenoten produceerden net als Wen Zhengming collectieve handrollen en albumbladen met traditionele thema's, zoals de 'Acht Gezichten van Xiaoxiang'.
Andere literati sloegen nieuwe wegen in. Een van hen was Lu Zhi (1496–1576), die naam maakte met zijn landschappen in spaarzame gewassen inkt. Xie Shichen (1487–na 1567) verwerkte elementen uit andere scholen in de vertrouwde Wu-thema's en liet zijn collega's kalligrafieën op zijn werken aanbrengen.
Aan het eind van de 16e eeuw was Suzhou haar prominente positie in de schilderkunst verloren. Door de economische bloei van het nabijgelegen Shanghai en andere handelssteden in de omgeving verschoof het artistieke zwaartepunt. Sinds de jaren '20 van de 17e eeuw was de Wu-school niet meer de leidende kunststroming in China. Desondanks had zij tot in de Qing-periode een grote invloed op de landschapsschilderkunst.